# Lyrarapax unguispinus
Il lirarapace (Lyrarapax unguispinus) è un animale estinto appartenente ai dinocaridi. Visse nel Cambriano inferiore (circa 520 milioni di anni fa) e i suoi resti fossili sono stati ritrovati in Cina. 

## Descrizione
Questo animale è noto grazie a fossili eccezionalmente conservati, anche se in due dimensioni, provenienti dalla provincia dello Yunnan in Cina. I fossili hanno permesso non solo di ricostruire l'aspetto esteriore dell'animale, ma anche di tracciarne la struttura del cervello. Quest'ultimo, in Lyrarapax, era semplice e posto di fronte alla bocca; erano inoltre presenti due fasci di cellule nervose nella parte anteriore del nervo ottico e alla base delle lunghe appendici boccali usate per catturare le prede. Nessun animale odierno presenta lo stesso tipo di struttura cerebrale, anche se la semplicità del cervello richiama quella degli attuali onicofori, o "vermi di velluto". 

## Classificazione
Lyrarapax unguispinus venne descritto per la prima volta nel 2014, sulla base di fossili ritrovati nel giacimento di Chengjiang nello Yunnan, in Cina. I fossili indicano che questo animale faceva parte degli anomalocaridi, o dinocaridi, un gruppo di animali marini solitamente di grandi dimensioni, considerati prossimi all'origine degli artropodi. Lyrarapax, in particolare, sembra strettamente imparentato con forme quali Amplectobelua.

## Significato dei fossili
Il tessuto neurale di Lyrarapax indica che le grandi appendici degli anomalocaridi erano pre-protocerebrali, e ha permesso di risolvere, almeno in parte, il cosiddetto "problema della testa degli artropodi". 
Le tracce del cervello forniscono la prima prova diretta per la composizione segmentale della testa degli anomalocaridi, e la loro organizzazione appendicolare. Aree ricche di carbonio nella testa conducono a gangli pre-protocerebrali appaiati, all'origine di appendici frontali accoppiate. I gangli si connettono ad aree indicative di un cervello pre-orale bilaterale che riceve le proiezioni di peduncoli oculari e di una retina composta. Il cervello segmentato di L. unguispinus rafforza l'ipotesi di una parentela tra anomalocaridi e artropodi. Corrispondenze dell'organizzazione cerebrale tra anomalocaridi e onicofori risolvono i gangli pre-protocerebrali, associati con appendici frontali pre-oculari, come caratteri dell'ultimo antenato comune di euartropodi e onicofori.